# The Waterboys
The Waterboys — рок-группа, образованная в 1983 году шотландским музыкантом и автором песен Майком Скоттом. В состав группы, как в прошлом, так и в настоящем, входили в основном музыканты из Шотландии, Ирландии, Уэльса и Англии. Майк Скотт оставался единственным постоянным участником на протяжении всей карьеры группы. Они исследовали разные стили, но их музыка в основном представляет собой смесь фолк-музыки с рок-н-роллом (фолк-рок). Они распались в 1993 году, когда Скотт ушёл, чтобы заняться сольной карьерой.
Группа воссоединилась в 2000 году и продолжает выпускать альбомы и гастролировать по всему миру. Скотт подчеркивает преемственность между the Waterboys и его сольным творчеством, говоря, что «для меня нет никакой разницы между Майком Скоттом и the Waterboys; они оба означают одно и то же. Они означают меня и тех, кто является моими нынешними музыкальными попутчиками».
Раннее звучание the Waterboys стало известно благодаря песне «The Big Music» с их второго альбома A Pagan Place. Этот стиль был описан Скоттом как «метафора для видения подписи Бога в мире». Биограф the Waterboys Ян Абрахамс подробно остановился на этом, определив «The Big Music» как «…мистический праздник язычества. Это восхваление основной и первобытной божественности, которая присутствует во всем («в океанах и песке»), всеохватывающей религиозной и духовной составляющей. Это то, чем нельзя владеть или на чем нельзя основываться, то, что существует в концепции Матери-Земли и имеет наследственный подход к религии. И это включает в себя женскую сторону божества, плюралистическую в своем принятии более широкого пантеона язычества».
«The Big Music» либо повлияла, либо использовалась для описания других групп, специализирующихся на гимновом звучании, включая U2, Simple Minds, In Tua Nua, Big Country и Hothouse Flowers.
В конце 1980-х годов группа стала значительно более подвержена влиянию фолка. В конце концов the Waterboys вернулись к рок-н-роллу и с момента воссоединения выпустили как рок-, так и фолк-альбомы.

## Дискография
Смотри статью «Дискография The Waterboys» в англ. разделе.
- The Waterboys (1983)
- A Pagan Place (1984)
- This Is the Sea (1985)
- Fisherman’s Blues (1988)
- Room to Roam (1990)
- Dream Harder (1993)
- A Rock in the Weary Land (2000)
- Universal Hall (2003)
- Book of Lightning (2007)
- An Appointment with Mr Yeats (2011)
- Modern Blues (2015)
- Out of All This Blue (2017)
- Where the Action Is (2019)
- Good Luck, Seeker (2020)
- All Souls Hill (2022)
- Life, Death and Dennis Hopper (2025)